# Либертарианский патернализм
Либертарианский патернализм — идея о возможности и законности влияния частных и общественных институтов на поведение при соблюдении свободы выбора, а также реализация этой идеи. Термин был введен поведенческим экономистом Ричардом Талером и правоведом Кассом Санстейном в статье 2003 года в American Economic Review. Авторы развили свои идеи в более подробной статье, опубликованной в том же году в журнале University of Chicago Law Review. Они предлагают, что либертарианский патернализм — это патернализм в том смысле, что «он пытается повлиять на выбор таким образом, чтобы выбирающим стало лучше, по их собственному мнению» (стр. 5); обратите внимание и учтите, что концепция патернализма конкретно требует ограничения выбора. Он является либертарианским в том смысле, что его цель — обеспечить, чтобы «люди могли свободно отказаться от определенных договоренностей, если они того пожелают» (стр. 1161). Возможность отказаться от участия, как утверждается, «сохраняет свободу выбора» (стр. 1182). В 2008 году Талер и Санстейн опубликовали книгу «Nudge», посвященную защите этой политической доктрины (новое издание 2009 года).
Либертарианский патернализм похож на асимметричный патернализм, который относится к политике, направленной на помощь людям, которые ведут себя нерационально и поэтому не продвигают свои собственные интересы, при этом минимально вмешиваясь в дела людей, ведущих себя рационально. Такая политика также является асимметричной в том смысле, что она должна быть приемлемой как для тех, кто считает, что люди ведут себя рационально, так и для тех, кто считает, что люди часто ведут себя нерационально.

## Примеры политики
Установка значения по умолчанию для использования эффекта по умолчанию — типичный пример мягкой патерналистской политики. В странах, где действует система добровольного донорства органов «opt-out» (донором считается любой, кто не отказался пожертвовать свои органы в случае несчастного случая), уровень согласия на донорство органов значительно выше, чем в странах с системой «opt-in». В Австрии с системой «opt-out» уровень согласия составляет 99,98 %, в то время как в Германии с очень похожей культурой и экономической ситуацией, но с системой «opt-in», уровень согласия составляет всего 12 %.
Водители такси в Нью-Йорке отметили увеличение чаевых с 10 % до 22 % после того, как пассажиры получили возможность расплачиваться кредитными картами с помощью устройства, установленного в кабине, на экране которого были представлены три варианта чаевых по умолчанию — от 15 % до 30 %.
До недавнего времени ставка взносов по умолчанию для большинства пенсионных сберегательных планов с отсрочкой уплаты налогов в США была нулевой, и, несмотря на огромные налоговые преимущества, многим людям требовались годы, чтобы начать делать взносы, если они вообще их делали. Поведенческие экономисты объясняют это «отклонением в сторону статус-кво», обычным человеческим сопротивлением изменению своего поведения, в сочетании с другой распространенной проблемой: склонностью к прокрастинации. Кроме того, исследования поведенческих экономистов показали, что фирмы, повысившие ставку по умолчанию, мгновенно и резко повысили уровень взносов своих сотрудников.
Повышение стандартных ставок взносов также является примером асимметричного патернализма. У тех, кто делает осознанный сознательный выбор откладывать ноль процентов своего дохода в сбережения с отсрочкой уплаты налогов, все еще есть такая возможность, но тем, кто не откладывал просто по инерции или из-за проволочек, помогает повышение стандартных ставок взносов. Это также асимметрично во втором смысле: если вы не верите, что значения по умолчанию имеют значение, потому что вы полагаете, что люди будут принимать рациональные решения относительно чего-то столь же важного, как пенсионные сбережения, тогда вам не следует заботиться о ставке по умолчанию. С другой стороны, если вы считаете, что значения по умолчанию имеют значение, вам следует установить значения по умолчанию на уровне, который, по вашему мнению, будет лучшим для наибольшего числа людей.

## Критика выбора термина
Идеология, лежащая в основе термина «либертарианский патернализм», подвергалась значительной критике. Например, утверждается, что он не оценивает традиционную либертарианскую озабоченность принуждением в частности, и вместо этого фокусируется на свободе выбора в более широком смысле. Другие утверждают, что, хотя либертарианский патернализм направлен на повышение благосостояния, могут быть и более либертарианские цели, например, максимизация будущей свободы.